# Нюландер, Вильям (хоккеист)
Вильям Эндрю Микаэль Джуниор Нюландер Альтелиус (швед. William Andrew Michael Junior Nylander Altelius; 1 мая 1996, Калгари, Канада) — шведский хоккеист, центральный нападающий клуба «Торонто Мейпл Лифс». На драфте НХЛ 2014 года выбран в первом раунде под восьмым номером клубом «Торонто Мейпл Лифс». 
Вильям из хоккейной семьи: его отец, Микаэль (род. 1972), в прошлом известный хоккеист, двукратный чемпион мира в составе сборной Швеции; младший брат, Александр (род. 1998), как и Вильям, был выбран на драфте НХЛ под общим восьмым номером, но на два года позже.

## Игровая карьера

### Клубная карьера
В сезоне 2012/13 Нюландер был лидером по набранным очкам в молодёжной команде «Сёдертелье» (43 очка в 27 играх), после чего он дебютировал за основную команду, где играл его отец. В своём первом сезоне во взрослом хоккее шестнадцатилетний Вильям набрал 9 (6+3) очков в 28 играх регулярного чемпионата и плей-офф. 26 мая 2013 года на драфте КХЛ Нюландера во втором раунде под общим 60-м номером выбрал омский «Авангард». 8 августа 2013 года Вильям перешёл в клуб Шведской хоккейной лиги «МОДО». За «МОДО» Нюландер дебютировал в товарищеском матче против чемпиона Финляндии — «Эссят» из Пори. В конце августа его отдали в аренду в клуб Аллсвенскан «Рёгле». В «Рёгле» он снова играл в одной команде со своим отцом.

Он очень авторитетный игрок, он помогал мне каждый день. Я играл с ним в прошлом сезоне, и он мне очень помог как на льду, так и вне его.— Микаэль Нюландер 
8 ноября Нюландер вернулся в «МОДО». 12 ноября состоялся его дебют в Шведской хоккейной лиге в игре против «Эребру». «МОДО» выиграл со счётом 2-1 (Б), а Вильям набрал первое очко за результативную передачу, ассистировав Адриану Кемпе. 23 декабря клуб снова отдал Вильяма в аренду, на этот раз в «Сёдертелье», но 28 января 2014 года его вернул. Во время паузы в чемпионате на Олимпиаду в Сочи Нюландер играл за «Сёдертелье». Всего Нюландер провёл в высшей шведской лиге 22 матча регулярного чемпионата и 2 матча плей-офф, в которых набрал 7 (1+6) очков.
27 июня 2014 года Вильяма Нюландера в первом раунде драфта НХЛ выбрал «Торонто Мейпл Лифс» под общим восьмым номером. После драфта Нюландер использовал опцию в контракте, чтобы прекратить его действие. 2 июля 2014 года на драфте Канадской хоккейной лиги Нюландера в первом раунде выбрала «Миссисога» под 12 номером. 18 августа 2014 года Нюландер подписал с «Торонто» трёхлетний контракт новичка. 7 октября, после тренировочного лагеря «Торонто», Нюландер был отправлен обратно в Швецию играть за МОДО. После молодёжного чемпионата мира, на котором выступал Вильям, «Мейпл Лифс» отозвали игрока из Швеции и сезон он заканчивал в АХЛ, играя за «Торонто Марлис».
Следующий сезон Нюландер начал в «Торонто Марлис». В середине декабря «Мейпл Лифс» объявили, что разрешат Вильяму сыграть на молодёжном чемпионате мира. На турнире Нюландер сыграл только в одном матче, а остаток чемпионата пропустил из-за травмы. 29 февраля 2016 года Нюландер был впервые вызван в основу «Мейпл Лифс», а уже 6 марта забросил первую шайбу в лиге в матче против «Оттавы Сенаторз». По окончании сезона «Лифс» не попали в плей-офф, но команда и сам игрок были заинтересованы в том, чтобы Нюландер продолжил играть в плей-офф АХЛ за «Марлис», чем на чемпионате мира за сборную Швеции.
Сезон 2016/17 Нюландер начал в основе «Мейпл Лифс». Он был признан лучшим новичком октября и марта, но не попал в тройку претендентов на «Колдер Трофи», несмотря на 61 набранное очко.
В следующем сезоне повторил свои результаты как в регулярном сезоне, так и в плей-офф. По завершении сезона, Нюландер стал ограниченно свободным агентом, однако переговоры о новом контракте с «Торонто» зашли в тупик. Руководство клуба предложило игроку контракт с кэпхитом $ 6,6 млн., в то время как хоккеист требует многолетний контракт на $ 8 млн. в год. По условиям коллективного соглашения если игрок не подпишет контракт до 1 декабря, то он не сможет принять участие в сезоне 2018/19, а летом 2019 года станет неограниченно свободным агентом. За пять минут до дедлайна Нюландер подписал с «Торонто» новый контракт на общую сумму $ 41,77 млн. сроком на 6 лет.
На старте сезона 2023/24 набирал очки в 17 матчах подряд (всего 27 — 12+15). Это стало повторением рекорда для действующих хоккеистов НХЛ (Коннор Макдэвид набирал очки в первых 17 матчах сезона 2021/22).
8 января 2024 года Нюландер продлил контракт с клубом на 8 лет на общую сумму $92 млн.
В сезоне 2023/24 набрал 98 очков (40+58) в 82 матчах при показателе полезности +1. Нюландер установил личный рекорд по очкам и передачам, а также повторил рекорд по голам.

### В сборной
Вильям Нюландер принимал участие в юношеских чемпионатах мира в 2013 и 2014 году в составе сборной Швеции. На чемпионате мира 2014 года он набрал в семи матчах 16 очков и был признан лучшим нападающим турнира, несмотря на то, что остался без медали.
Нюландер играл на двух молодёжных чемпионатах мира: в 2015 и 2016 годах, но в 2016 году в первой же игре получил травму, из-за которой пропустил оставшийся турнир.
За взрослую сборную Швеции дебютировал на чемпионате мира 2017 года, на котором шведы выиграли золотые награды. Нюландер забросил по шайбе и отдал по результативной передаче в 1/4 финала и полуфинале, а в финале не реализовал послематчевый буллит. По итогам чемпионата стал лучшим бомбардиром и снайпером в составе шведской команды и вошёл в символическую сборную турнира.

## Статистика
| Легенда | Легенда                    | Легенда | Легенда                   | Легенда | Легенда    |
| ------- | -------------------------- | ------- | ------------------------- | ------- | ---------- |
| И       | Количество проведённых игр | Штр     | Штрафное время            | +/−     | Плюс-минус |
| Г       | Голы                       | П       | Голевые передачи          | О       | Очки       |
| -       | Статистика неизвестна      | —       | Статистика не учитывалась |         |            |